# Claire Chevallier
Claire Chevallier (1969) is een Frans-Belgische pianofortespeler.

## Levensloop
Chevallier studeerde piano aan het Conservatorium van Nancy en bij dat van Straatsburg bij Hélène Boschi. Ze haalde haar baccalaureaat wiskunde en fysica in Parijs en volgde er tevens privélessen bij Bruno Rigutto.
Ze vervolgde haar muziekstudies aan het Koninklijk Conservatorium van Brussel bij Jean-Claude Vanden Eynden en Guy Van Waas. Ze behaalde een Eerste prijs piano en kamermuziek. Het volgen van meestercursussen door Jos van Immerseel leerde haar de pianoforte kennen en ze werd door dit instrument gefascineerd. Ze heeft zich daarop verschillende jaren als autodidact toegelegd op een grondige kennis van de pianoforte, op de productie van het instrument, zijn evolutie, de regels van goede onderhoud en stemmen, enz. Ze kreeg hierdoor een grondige kennis van historische klavierinstrumenten, meer bepaald van de pianoforte.
Chevallier is zeer actief als solist en voor optredens in kamermuziekformatie of met orkesten. 
Naast de uitvoering van de klassieke werken, werkt ze ook nauw samen met levende componisten, meer bepaald met Kris Defoort, met het doel een hedendaags repertoire voor het instrument tot stand te brengen.
Ze heeft een persoonlijke collectie van zes klavierinstrumenten aangelegd, daterend uit de periode 1842 tot 1920.
In 1996 werkte ze samen met het orkest Anima Eterna Brugge aan een project met de dansgroep Rosas, voor balletten op concertmuziek van Mozart. Met deze productie werd doorheen Europa gereisd. 
Haar optredens, solo of met muziekensembles, brachten haar doorheen Europa en Japan, in de Cité de la Musique in Parijs, tijdens de Académies musicales de Saintes, in het Concertgebouw van Amsterdam, in Vredenburg Utrecht, de Musikfestspiele Bremen en in het Ueno College van Tokyo. In België trad ze vaak op in BOZAR Brussel, Kaaitheater Brussel, Concertgebouw Brugge, Festival Musica Antiqua Brugge, deSingel Antwerpen, enz.
Claire Chevallier neemt vaak deel aan conferenties over geschiedenis en techniek van de pianoforte. Sinds 2004 doceert ze aan het Koninklijk Conservatorium van Brussel.
In 2007 en 2010 was ze jurylid voor het internationaal pianoforteconcours in het kader van het Festival Musica Antiqua in Brugge.
Ze is ook geïnteresseerd door andere kunstdisciplines en heeft vaak samengewerkt met regisseurs, choreografen, producers, kunstenaars uit de visuele kunsten, zoals Wayn Traub, Rudolf Mestdagh, Josse de Pauw, Rosas-Anne Teresa de Keersmaeker, David Claerbout, Benoît Van Innis, José Navas. Ze is ook artistiek directeur van een project dat de recreatie inhoudt van de ‘Babar' van Poulenc gecombineerd met de ‘Fils des Etoiles' van Satie, in samenwerking met de schilder en tekenaar Benoît.

## Onderscheidingen
De opname met werken van Franck, Saint-Saëns, Poulenc, Infante in duo met Jos van Immerseel bij het Franse label Zig-Zag Territoires werd bekroond met een 'Diapason d'Or'.

## Discografie
De opnamen van Chevallier zijn hoofdzakelijk in duo met Jos Van Immerseel en met het orkest Anima Eterna.
- Schumann, liederen, met Jan van Elsacker.
- Ravel, Concerto pour la main gauche
- De Bolero van Ravel
- Eric Satie
- Rachmaninov, Suites voor piano
- Saint-Saens, Franck, Infante, Poulenc, werken voor twee piano's
- Piano Works Debussy (samen met het dansgezelschap Voetvolk bij de gelijknamige voorstelling met Lisbeth Gruwez)